# Гафаня-да-Назаре
Гафаня-да-Назаре (порт. Gafanha da Nazaré; МФА: [gɐ.ˈfɐ.ɲɐ dɐ nɐ.zɐ.ˈɾɛ]) — парафія в Португалії, у муніципалітеті Іляву. Розташована в західній частині країни, на теренах історичної португальської провінції Бейра. Входить до складу округу Авейру. За адміністративним поділом, чинним до 1976 року, терени парафії були складовою провінції Берегова Бейра. Належить до Авейрівської діоцезії Католицької церкви. Патрон — Діва Марія. Площа — 14,5905 км². Населення — 14756 ос. (2011). Середньо урбанізований регіон. Густота населення — 1011,34 осіб/км²
. Код — 011003.

## Географія

Іляву (2013)
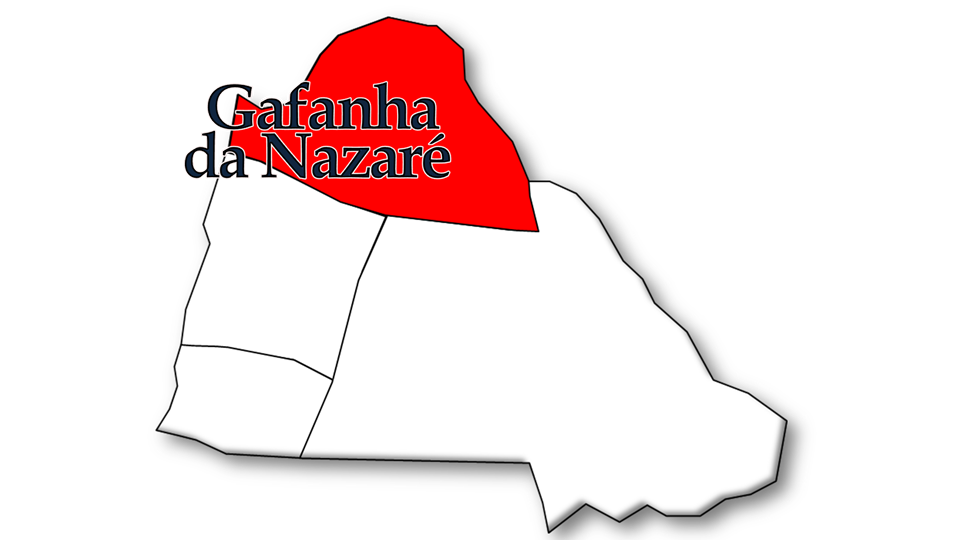
Гафаня-да-Назаре

## Населення
| 1911  | 1920  | 1930  | 1940  | 1950  | 1960  | 1970  | 1981   | 1991   | 2001   | 2011   |
| 2.441 | 2.827 | 3.308 | 4.116 | 5.475 | 7.497 | 7.980 | 11.187 | 11.638 | 14.021 | 15 240 |